# Верхратский, Сергей Аврамович
Сергей Аврамович Верхратский (20 октября 1894, Верхратка — 23 февраля 1988, Ивано-Франковск) — украинский советский ученый-медик и писатель, доктор медицинских наук (1945). Награжден орденом Ленина, орденом Красной звезды и орденом Великой Отечественной войны 1 степени.

## Биография
Учился в Варшавском и Одесском университетах. После обучения преподавал в фельдшерской школе на Кавказе. Участник Первой мировой войны — хирург фронтового госпиталя. После революции работал врачом на Полтавщине, с 1922 по 1939 годы — главный врач Турбовской районной больницы. В 1939—1941 годах работает ассистентом на кафедре хирургии Донецкого медицинского института.
В 1940 году защитил кандидатскую работу «Бытовая медицина в Украине». Во время Великой Отечественной войны — главный врач эвакогоспиталей, одним из первых организовал нейрохирургические отделы и эвакогоспитали для раненых. В 1945 году защищает докторскую работу «Материалы по истории медицины на Украине во времена введения земства».
С января 1946 года работает в Станиславе, профессор медицинского института. С 1946 по 1968 годы был заведующим кафедрой госпитальной хирургии, также преподавал историю медицины (с 1958 года история медицины в институте выделена в отдельный курс). Был среди основателей Научного общества хирургов Ивано-Франковщины и Научного общества историков медицины.
Является автором 86 научных трудов, в частности, по истории медицины Украины опубликовал работы «Цеховая медицина в Украине» (1946) и «Цирюльники в Украине. Первые прививки от оспы на Украине» (1947). В рамках исследований медицины описал медицинское дело на Запорожской Сечи, провел исследование о первых городских и уездных врачах Украины. Автор учебника «История медицины», в 1991 году вышло его четвертое издание. В 1958 году вышла в свет его историческая разведка «Жизнь и деятельность доктора медицины Франциска-Георгия Скорины», а также работа «Н. Бидлоо — организатор и пожизненный руководитель отечественной госпитальной школы».
В рукописях остались исследования музыкального фольклора на Украине, «Тени руин Острожского замка» — монография о роде князя Константина Острожского, «Дама с горностаем» — про княжну Софию Чарторыйскую.

## Память
Кафедра госпитальной хирургии (сейчас кафедра хирургии № 2 с курсом кардиохирургии) Ивано-Франковского национального медицинского университета носит имя С. А. Верхратского. Также учреждена студенческая стипендия имени Сергея Верхратского.